# Crocus Hill
Crocus Hill, colline culminant à 65 m d'altitude, est le point culminant d'Anguilla.
Contrairement à d'autres îles des Antilles, Anguilla n'est pas volcanique et le relief est relativement peu marqué. La plus grande ville et capitale du territoire d'outre-mer, The Valley, est située au pied de Crocus Hill.